# 拉科韋茨 (特諾皮爾區)
49°20′59″N 25°21′44″E / 49.34972°N 25.36222°E
拉科韋茨（羅馬化：Rakovets）是烏克蘭捷爾諾波爾州捷尔诺波尔区佐洛特尼基市鎮負責管轄，始建於1472年，面積0.16平方公里，2001年人口285，人口密度每平方公里1,792.5人。